# 심산상
심산상은 독립운동가이자 성균관대 초대총장을 지낸 심산 김창숙 선생을 기리기 위해 심산김창숙연구회가 1986년 제정된 상이다. 심산 선생의 정신을 계승해 학술 및 실천활동에 공로를 세운 개인 및 단체에 년 1회 시상하나 2000년대 들어 사회적 무관심과 변화한 시대상 등이 시상 중단되었다가 2015년부터 재개됐다.

## 역대 수상자
| 회차 | 연도   | 수상자            | 주요 이력                                                             |
| ---- | ------ | ----------------- | --------------------------------------------------------------------- |
| 1회  | 1986년 | 송건호            | 한겨레신문 창간                                                       |
| 2회  | 1987년 | 백낙청            | 한반도평화포럼 공동이사장, 서울대 영문과 명예교수                     |
| 3회  | 1988년 | 강만길            | 고려대 명예교수, 전 국가보안법폐지 국민연대 고문                      |
| 4회  | 1989년 | 故장을병          | 제15대 국회의원, 전 성균관대 총장                                     |
| 5회  | 1990년 | 이효재            | 한국여성단체연합후원회 공동회장, 전 한국정신대문제대책협의회 공동대표 |
| 6회  | 1992년 | 故임종국          | 시인, 친일문제 연구가                                                 |
| 7회  | 1993년 | 역사문제연구소    | 계간지 <역사비평> 발간, <민족해방운동사> 출판                         |
| 8회  | 1994년 | 故김정한          | 민족문학작가회의 명예회장, 소설가                                     |
| 9회  | 1995년 | 이선영            | 민족작가회의 고문, 문학평론가, 전 연세대 교수                         |
| 10회 | 1996년 | 한국역사연구회    | <한국사강의> 출판                                                     |
| 11회 | 1997년 | 故홍남순          | 변호사, 인권운동가                                                    |
| 11회 | 1997년 | 故이규창          | 독립운동가, 독립운동가 이회영의 아들, 이시영 초대 부통령의 조카       |
| 12회 | 1999년 | 故송남헌          | 근현대사 연구가, 김규식 선생 비서로 좌우합작운동                      |
| 13회 | 2000년 | 故김수환 스테파노 | 천주교 추기경                                                         |
| 14회 | 2001년 | 장회익            | 서울대 물리학과 명예교수                                              |
| 15회 | 2002년 | 박원순            | 서울시장, 역사문제연구소 초대 이사장                                  |
| 16회 | 2004년 | 민족문제연구소    | 故임종국 선생의 뜻 계승해 설립, <친일인명사전> 편찬                   |
| 17회 | 2006년 | 故리영희          | 전 국가보안법폐지 국민연대 고문, 전 한양대 교수                       |
| 18회 | 2015년 | 김중배            | 전 한겨레신문 사장                                                    |
| 19회 | 2016년 | 임동원            | 한겨레통일문화재단 이사장, 전 통일부 장관                             |
| 20회 | 2017년 | 손석희            | JTBC보도담당 사장, 전 MBC 아나운서                                    |